# Sisoridae
Sisoridae es una familia de peces del orden Siluriformes. Incluye especies asiáticas, típicas de aguas rápidas y con frecuencia adaptadas para adherirse a objetos en el lecho de los ríos para no ser arrastrados por la corriente. Sisoridae incluye alrededor de 235 especies.

## Descripción
La mayoría de estos peces tiene 4 pares de bigotes y una gran aleta adiposa. Pueden llegar a medir como máximo 2 metros. La mayoría tienen también adaptaciones en el pecho para adherirse al lecho de los ríos. 

## Distribución
Esta familia es originaria del oriente (Sudeste Asiático, Turquía, Sur de China, Siria, Borneo). No habitan en aguas frías. Los especímenes más pequeños se encuentran en arroyos de montaña.